# Radio Rebel
Radio Rebel (Radio Rebelde en España) es una película de drama adolescente estadounidense para televisión basada en la novela de corte juvenil y dramático Shrinking Violet de Danielle Joseph y fue estrenada en Estados Unidos el 17 de febrero de 2012 en Disney Channel. En Latinoamérica su estreno fue el 15 de abril de 2012 y en España el 5 de octubre del mismo año. La película fue dirigida por Peter Howitt y protagonizada por Debby Ryan.

## Historia
Tara Adams (Debby Ryan) es una tímida estudiante de último año de secundaria en el Lincoln Bay High School que teme hablar con alguien en el instituto o ser llamada durante la clase. Pero en la intimidad de su dormitorio, la rockea como una podcast locutora llamada "Radio Rebel". Su alter ego da un mensaje de inspiración a sus compañeros de instituto y, a su vez se convierte en su protegida. Su padrastro, Rob (Martin Cummins), es propietario de SLAM FM, la más escuchada estación de radio FM de Seattle. Cuando se entera de que Tara es "Radio Rebel" mientras escucha uno de sus podcasts (a petición de DJ Cami Q (Mercedes de la Zerda), decide dejar a Tara reemplazar la ranura abierta de DJ en SLAM FM. Mantener a su alter ego de Radio Rebel en secreto, Tara se convierte en un éxito instantáneo debido a su programa de radio donde anima a sus compañeros de clase para que sean ellos mismos. Ella se divierte, en una ocasión, ella organiza una fiesta de baile durante el almuerzo en el instituto, donde la Directora Moreno (Nancy Robertson) ha prohibido a sus alumnos escuchar el podcast de Radio Rebel. Sin embargo, la directora no le puede ordenar a DJ Cami Q salir del instituto, ya que ella está estacionada con su vehículo en propiedad pública (la calle) y tiene el permiso necesario. Enfadada, la Directora Moreno decide cancelar el baile de graduación hasta que Radio Rebel revele su verdadero yo. Sus compañeros desilusionados con Radio Rebel llaman a su programa de radio para decir que aplastaron sus sueños. Miedo de que decepcionó a sus oyentes, Tara y SLAM FM deciden hacer para los estudiantes de Lincoln Bay un Eliab (Baile deletreado al revés). Los estudiantes nominan y seleccionan a Radio Rebel para la reina de Eliab y, a pesar de que la Directora Moreno la expulsara, Tara pasa al escenario para aceptar el honor, y entonces la Directora Moreno dice que la expulsa. Con el fin de proteger a Tara, su mejor amiga Audrey grita: "¡Yo soy Radio Rebel!", el interés amoroso de Tara, Gavin sigue su ejemplo y, finalmente, todos los estudiantes comienzan gritando que también on Radio Rebel hasta que la Directora Moreno se da cuenta de que no los puede expulsar a todos, acepta la derrota y se va. Tara, llena de confianza ahora que ha sido aceptada por el cuerpo estudiantil, le da la corona a Stacy, una estudiante que la había estado tratando mal durante toda la película y que había querido mucho ser la reina del baile. Antes de la lucha contra Radio Rebel, Stacy declara: "Soy Radio Rebel". La película concluye con Tara bailando toda la noche con Gavin, tanto finalmente que les permitió ser ellos mismos.

## Reparto
- Debby Ryan como Tara Adams / Radio Rebel, una estudiante tímida que en secreto adopta la personalidad de una locutora llamada Radio Rebel.
- Sarena Parmar como Audrey Sharma, mejor amiga de Tara que la ayuda a ocultar su identidad secreta.
- Adam DiMarco como Gavin Morgan, la cita del baile de Stacy y guitarrista de la banda Gggg's y quien tiene buena química con Tara.
- Merritt Patterson como Stacy DeBane, la chica más popular del instituto que está molesta con la creciente popularidad de Radio Rebel.
- Allie Bertram como Kim, mejor amiga y secuaz de Stacy
- Atticus Mitchell como Gabe LaViolet, el bajista y vocalista de la popular banda Gggg's.
- Iain Belcher y Rowen Kahn como Barry y Larry, son hermanos mellizos y amigos de Tara y Audrey, intentaran descubrir quien es Radio Rebel.
- Mercedes de la Zerda como DJ Cami Q, la popular locutora de radio que le muestra a Tara las cuerdas.
- Nancy Robertson como Directora Moreno, directora del instituto Lincoln Bay que intenta descubrir quien es Radio Rebel para expulsarla.
- Martin Cummins como Rob, padrastro de Tara y propietario de SLAM FM.

## Producción
Algunos elementos de la novela fueron modificados en la película como el nombre de la protagonista cambiado de Teresa a Tara y su personalidad en la radio es cambiado de Sweet T a Radio Rebel.
En la producción intervinieron Jane Goldering, de Goldering Production, junto a Kim Arnott y Oliver De Caigny.
La película se filmó en Maple Ridge, British Columbia, Canadá durante el verano de 2011.
Debby Ryan grabó dos canciones para promover la película: un cover de The Go-Go's "We Got the Beat" y una colaboración con Chase Ryan y Chad Hively titulada "We Ended Right".

## Promoción
El estreno de la película fue acompañado por una semana temática llamada We Got the Beat Week que constó de videos musicales y música con temas de las series y películas de Disney Channel.

## Recepción
Radio Rebel en la actualidad tiene un índice de audiencia de 6,7 sobre 10 en IMDb. También ganó 4,3 millones de espectadores en su noche de estreno.

## Mercadotecnia

### Mercancías
Cafepress ha lanzado una línea de mercancías de Radio Rebel, que incluye fundas para iPhone, bolsas, ropa, y tapices.

## Estrenos internacionales
| País / Región | Red(es)                              | Fecha de estreno                                | Título                                |
| --- | ------------------------------------ | ----------------------------------------------- | ------------------------------------- |
| Estados Unidos | chanel                               | 17 de febrero de 2012 19 de junio de 2012 (DVD) | Radio Rebel                           |
| Canadá | YTV                                  | 9 de marzo de 2012                              | Radio Rebel                           |
| Argentina · Chile · Bolivia · Colombia · Ecuador · México · Uruguay · Venezuela · República Dominicana · Paraguay | Disney Channel Latinoamérica         | 15 de abril de 2012                             | Radio Rebel                           |
| Brasil | Disney Channel Brasil                | 15 de abril de 2012                             | Radio Rebel                           |
| Perú | América Television                   | 27 de enero de 2013                             | Radio Rebel                           |
| Paraguay | Telefuturo                           | 10 de enero de 2016                             | Radio Rebel                           |
| España | Disney Channel España                | 5 de octubre de 2012                            | Radio Rebel                           |
| Irlanda Reino Unido                                                                                               | Disney Channel Reino Unido e Irlanda | 1 de junio de 2012                              | Radio Rebel                           |
| Brunéi Malasia | Disney Channel Malasia               | junio de 2012                                   | Radio Rebel                           |
| Camboya Indonesia Filipinas Singapur Tailandia Vietnam                                                            | Disney Channel Asia                  | junio de 2012                                   | Radio Rebel                           |
| Italia | Disney Channel Italia                | 29 de septiembre de 2012                        |                                       |
| Grecia · Chipre                                                                                                   | Disney Channel Grecia                | 18 de mayo de 2012                              | Ραδιο Επαναστάτρια Radio Epanastatria |
| Bulgaria | Disney Channel Bulgaria              | 19 de mayo de 2012                              | Радио Бунтар                          |
| República Checa                                                                                                   | Disney Channel República Checa       | 19 de mayo de 2012                              | Rádio Rebel                           |
| Hungría | Disney Channel Hungría               | 19 de mayo de 2012                              | Rádió-Láz                             |
| Moldavia · Rumania                                                                                                | Disney Channel Rumania               | 19 de mayo de 2012                              | Rebela de la Radio                    |
| Polonia | Disney Channel Polonia               | 19 de mayo de 2012                              | Bunt FM                               |
| Turquía | Disney Channel Turquía               | 19 de mayo de 2012                              | Asi Ses                               |
| Ucrania | Disney Channel Ucrania               | 19 de mayo de 2012                              | Радіо бунтарка                        |
| Israel | Disney Channel Israel                | 19 de julio de 2012                             | רדיו רבל                              |
| Francia | Disney Channel Francia               | 16 de octubre de 2012                           | Appelez-moi DJ Rebel                  |
| Rusia | Disney Channel Rusia                 | 2013                                            | Rebel: La Chica Radio                 |
| Sudáfrica | Disney Channel Sudáfrica             | 2013                                            | Radio Rebel                           |